# Megachile kakadui
Megachile kakadui là một loài Hymenoptera trong họ Megachilidae. Loài này được King mô tả khoa học năm 1994.